# Xterm
Xterm — стандартный эмулятор терминала для среды X Window System в Unix.
Пользователь может одновременно  работать с несколькими xterm терминалами, запущенными в одно и то же время на одном и том же дисплее. Каждый из виртуальных терминалов предоставляет независимый ввод-вывод для процессов, запущенных в каждом из них (обычно это Unix shell процессы).

## История
Разработка xterm началась ещё до создания X Window System. Изначально xterm был разработан как самостоятельная программа-эмулятор терминала для VAXStation 100 (VS100) Марком Вандервурдом, студентом Джима Геттиса, летом 1984 года, когда были начаты работы над X. Сразу стало ясно, что xterm будет более полезен, если станет частью X, нежели если останется самостоятельной разработкой; так разработка xterm была перенацелена на X Window System. Джим Геттис рассказывает: «Одной из причин, почему внутренности xterm выглядят так ужасно, является то, что первоначально планировалось, что xterm будет работать как единственный процесс, способный управлять несколькими терминалами VS100».
В течение многих лет программа xterm была частью эталонной реализации X, но около 1996 года основной процесс разработки сместился в сторону XFree86 (которая сама по себе является развитием X11R6.3); в настоящее время разработка поддерживается Томасом Дикки.
Существует множество вариантов xterm. Большинство эмуляторов терминала для X начинали разрабатываться как варианты xterm.

## Интерфейс
По умолчанию в xterm отсутствует графическое меню. Для того, чтобы получить доступ к одному из трёх меню xterm, пользователь должен, удерживая клавишу Control, нажать левую, среднюю или правую клавишу мыши. Поддержку строки меню можно задать во время компиляции программы с параметром --enable-toolbar; в этом случае указанные выше меню будут доступны из строки меню. Конфигурация хранится в компиляционных параметрах и файле ресурсов .Xresources.

## Клоны
SSH-клиент Putty эмулирует xterm.